# Sariku nukk
Sariku nukk är en udde i Estland.   Den ligger i landskapet Saaremaa (Ösel), i den västra delen av landet, 140 km sydväst om huvudstaden Tallinn.
Terrängen inåt land är mycket platt. Havet är nära Sariku nukk österut.  Närmaste större samhälle är Maasi, 18,8 km nordväst om Sariku nukk.